# Mina Fürst Holtmann
Mina Fürst Holtmann (* 17. Juli 1995 in Oslo) ist eine norwegische Skirennläuferin. Sie geht vor allem in den Disziplinen Riesenslalom und Slalom an den Start.

## Biografie
Holtmann kam ab November 2010 bei FIS-Rennen zum Einsatz und konnte sich bereits Anfang 2011 regelmäßig im Vorderfeld klassieren, woraufhin sie im Februar 2011 am Europäischen Olympischen Winter-Jugendfestival in Liberec teilnahm. Dort schied sie sowohl im Slalom als auch im Riesenslalom aus. Im März 2011 gelang ihr bei einem FIS-Super-G in Kvitfjell der erste Sieg. Zum Ende der Saison wurde sie norwegische Riesenslalom-Juniorenmeisterin. Am 6. Dezember 2011 hatte Holtmann beim Slalom von Zinal den Europacup-Einsatz. 2012 gehörte Holtmann zum norwegischen Aufgebot bei den Olympischen Jugend-Winterspielen in Innsbruck, wo sie im Mannschaftswettbewerb hinter Österreich die Silbermedaille gewann. In der folgenden Saison kam sie hauptsächlich bei Rennen in Norwegen zum Einsatz und gewann Anfang 2013 mit Super-G und Slalom zwei weitere nationale Juniorenmeistertitel.
Seit der Saison 2013/14 startete Holtmann regelmäßig im Europacup. Im selben Winter wurde sie im Super-G zum vierten Mal norwegische Juniorenmeisterin und nahm zudem an den Juniorenweltmeisterschaften in Jasná teil, wo ihr bestes Ergebnis Rang acht in der Abfahrt war. Zum Abschluss der Saison wurde sie norwegische Meisterin im Super-G. Am 24. Januar 2015 debütierte Holtmann bei der Abfahrt von St. Moritz im Weltcup, schied aber aus. Am folgenden Tag errang sie als 29. des Super-Gs an selber Stelle ihre ersten Weltcuppunkte. Knapp einen Monat später, am 17. Februar 2015, gelang ihr als Dritte des Super-Gs von Davos ihre erste Podiumsplatzierung im Europacup. Knapp zwei Monate später gewann sie bei den Juniorenweltmeisterschaften 2015 in Hafjell drei Medaillen: Gold in der Abfahrt, Silber im Super-G und Bronze in der Kombination. Bei den norwegischen Meisterschaften errang sie die Titel in Abfahrt und Super-G.
Im Winter 2015/16 konnte Holtmann aufgrund eines kurz vor Saisonbeginn erlittenen Beinbruchs keine Rennen bestreiten und verpasste wegen Rückenproblemen auch die folgende Saison. Ende Oktober 2017 gab sie beim Riesenslalom von Sölden ihr Weltcup-Comeback. Am 29. Dezember 2018 gelang ihr mit Platz 9 beim Slalom von Semmering die erste Top-10-Platzierung in einem Weltcuprennen. Der erste Weltcup-Podestplatz in einem Einzelrennen gelang ihr am 17. Dezember 2019 mit Platz zwei im Riesenslalom von Courchevel. Während der Saison 2019/20 erzielte sie insgesamt fünf Top-10-Ergebnisse, während der Saison 2020/21 kamen zwei weitere hinzu.
Holtmann konnte sich während der Weltcupsaison 2021/22 wiederum fünf Mal unter den besten zehn klassieren. Darunter war ein zweiter Platz im Slalom von Åre am 12. März 2022. Der bisher größte Erfolg gelang ihr bei den Olympischen Winterspielen 2022 in Peking, wo sie im Mannschaftswettbewerb die Bronzemedaille gewann. Zum Abschluss der erfolgreichen Saison sicherte sie sich zwei norwegische Meistertitel im Slalom und Riesenslalom.

## Erfolge

### Olympische Winterspiele
- Peking 2022: 3. Mannschaftswettbewerb

### Weltmeisterschaften
- Cortina d’Ampezzo 2021: 22. Riesenslalom
- Méribel 2023: 4. Slalom, 6. Riesenslalom
- Saalbach-Hinterglemm 2025: 17. Riesenslalom

### Weltcup
- 26 Platzierungen unter den besten zehn in Einzelrennen, davon 3 Podestplätze
- 1 Podestplatz in Mannschaftswettbewerben

### Weltcupwertungen
| Saison  | Gesamt | Gesamt | Super-G | Super-G | Riesenslalom | Riesenslalom | Slalom | Slalom | Parallel | Parallel |
| Saison  | Platz  | Punkte | Platz   | Punkte  | Platz        | Punkte       | Platz  | Punkte | Platz    | Punkte   |
| ------- | ------ | ------ | ------- | ------- | ------------ | ------------ | ------ | ------ | -------- | -------- |
| 2014/15 | 121.   | 2      | 56.     | 2       | –            | –            | –      | –      | –        | –        |
| 2017/18 | 89.    | 36     | –       | –       | 37.          | 14           | 43.    | 22     | –        | –        |
| 2018/19 | 43.    | 183    | –       | –       | 22.          | 82           | 21.    | 101    | –        | –        |
| 2019/20 | 20.    | 306    | –       | –       | 7.           | 212          | 16.    | 84     | 34.      | 10       |
| 2020/21 | 38.    | 173    | –       | –       | 16.          | 100          | 24.    | 73     | –        | –        |
| 2021/22 | 30.    | 287    | –       | –       | 19.          | 114          | 13.    | 173    | –        | –        |
| 2022/23 | 33.    | 263    | –       | –       | 16.          | 136          | 21.    | 127    | –        | –        |
| 2023/24 | 24.    | 372    | –       | –       | 17.          | 179          | 16.    | 163    | –        | –        |

### Europacup
- Saison 2014/15: 5. Kombinationswertung, 6. Abfahrtswertung, 8. Super-G-Wertung
- Saison 2019/20: 6. Riesenslalomwertung
- 6 Podestplätze, davon 3 Siege:

| Datum             | Ort      | Land    | Disziplin    |
| ----------------- | -------- | ------- | ------------ |
| 23. Februar 2020  | Folgaria | Italien | Riesenslalom |
| 24. Februar 2020  | Folgaria | Italien | Riesenslalom |
| 20. Dezember 2020 | Andalo   | Italien | Riesenslalom |

### Juniorenweltmeisterschaften
- Jasná 2014: 8. Abfahrt, 12. Super-Kombination, 26. Super-G
- Hafjell 2015: 1. Abfahrt, 2. Super-G, 3. Kombination, 6. Riesenslalom

### Weitere Erfolge
- 5 norwegische Meistertitel: Super-G 2014 und 2015, Abfahrt 2015, Abfahrt 2022, Super-G 2022
- 4 norwegische Juniorenmeistertitel: Riesenslalom 2011, Slalom 2013, Super-G (2013 und 2014)
- 5 Podestplätze im Australia New Zealand Cup, davon 3 Siege
- 1 Podestplatz im South American Cup
- 13 Siege in FIS-Rennen